# 竹田こもちこんぶ
竹田こもちこんぶ（たけだこもちこんぶ）は、事務所に所属せずフリーで活動する日本のお笑いタレント、TikToker。

## 来歴
昔から自己顕示欲こそ強いものの、内向的だった竹田は高校を卒業間近、漠然と人からチヤホヤされるようなアイドルになりたいと思い明治大学文学部の英米文学専攻へ入学後、芸能界への近道として演劇研究部に所属した。のちの夫となる主宰が立ち上げた劇団「電動夏子安置システム」へ参加し、主にコメディを演じてきた。
大学3年時にバセドウ病へ罹患、息切れの他に眼球が異常に突出する症状により外見が大きく変わってしまい周囲からの視線に耐えられず、ほぼ1年間は精神科へ通うか引きこもっていた。当時の竹田に母は「人が幸せでいられるのは外見じゃない」と諭し続け、自分もそんな心の支えである母になりたいと考えていた。甲状腺の肥大を薬で制御できなくなり局所麻酔での切除手術を受け、苦しむなら自分で選んだ道で苦しみたいと思うようになり、価値観を変えるきっかけとなった。
アルバイトで食い繋ぎながら芝居に打ち込んでいた30代の頃、キングオブコントへの出場を勧められたのが芸人の道を選ぶ転機。ちぇんちぇんとコンビ「魚眼姫」を組んでいた。マイナスをプラスに変えて人を笑わせることにカルチャーショックを受け、事務所への所属を目指してオーディションライブに出演し続けるも（本人曰く年齢を鯖読みながら出ていたこともあったが）度重なる落選に遭い、34歳の時に落選した際には一度芸人を挫折し、長男の出産時期も重なったためこれを機として育児に専念する。しかし表現したい欲求は収まらず、R-1ぐらんぷりなら年に一度だけだから子供がいても何とかなると思い出場を始める。「竹田こもちこんぶ」という芸名はその時に出来たという。そして悩んだ結果、子育てと同時に芸人を続けることにした。

## 芸風
主に自身の4児による育児・家事経験からなる、子育ての不自由さを逆手にとってのあるあるネタを元にしたコント。InstagramやTikTokなどでネタ動画を配信している。2022年の女芸人No.1決定戦 THE Wでは準決勝進出。
三男を抱っこしながらR-1の予選へ出場したことがある。R-1ではピストルを持っての子育てネタで初めて3回戦まで進出した。

## 人物
長男を出産後に夫の地元である静岡県富士市へ引っ越し、育児に役立つと考えて保育士試験を二度受けた末に合格する。
長男が幼稚園の年長組だった頃に友達からいつも泣かされており、フルコンタクトで行う新極真空手の空手道場に通い始めたのをきっかけに母子同伴で習い、結局長男は諦めたものの初期費用を要したため竹田は昇級状を貰うまで続けた。「ベスト育児制度賞」の審査員も担当している。
5人の男児の母。

## 出演
- ぐるぐるナインティナイン「おもしろ荘2023」（日本テレビ）全国放送初出演でネタを披露[4][14][15]、岡村隆史（ナインティナイン）から「4人産んでこの舞台に立つって凄い」、有吉弘行から「来年、『ミヤネ屋』のコメンテーターやってそう」と評価された[4]。
- ORANGE（静岡放送）水曜レギュラー